# Dainius Šalenga
Dainius Šalenga (Varėna, Alytus, 15. travnja 1977.) litavski je profesionalni košarkaš. Igra na poziciji bek šutera, a trenutačno je član Žalgiris Kaunasa (2007-2011).

## Karijera
Košarkašku karijeru započeo je 1997. u dresu litavskog drugoligaša Vilniaus "Farmeke". Nakon samo jedne sezone odlazi u Sakalai Vilnius. U Sakalaiu je postao vođa momčadi, i već nakon polovice sezone prelazi u redove Žalgiris Kaunasa. 2005. odluačio se je na odlazak iz Litve i odlazi u španjolskog prvoligaša Akasvayu Gironu. U Gironi je proveo dvije sezone, a u lipnju 2007. natrag se vraća u Litvu i potpisuje za dvogodišnji ugovor s bivšim klubom Žalgirisom.
Bio je član litavske košarkaške reprezentacije koja je na Europskom prvenstvu Švedskoj 2003. osvojila zlatnu medalju. S reprezentacijom je još sudjelovao na Olimpijskim igrama u Ateni 2004. kada su osvojili četvrto mjesto.

## Vanjske poveznice
- Profil  Arhivirana inačica izvorne stranice od 19. svibnja 2011. (Wayback Machine) na Sports-Reference.com